# Pierreclos
Pierreclos è un comune francese di 945 abitanti situato nel dipartimento della Saona e Loira nella regione della Borgogna-Franca Contea.
Il suo territorio comprende il villaggio di Ruère.

## Società

### Evoluzione demografica
Abitanti censiti